# 猿猴

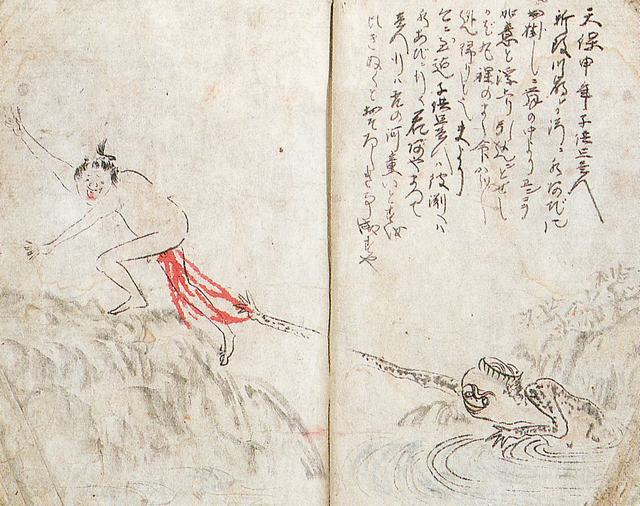
妖怪絵巻『絵本集艸』より、天保7年（1836年）に新改川で子供を襲ったといわれる猿猴

猿猴（えんこう）は広島県及び中国・四国地方に古くから伝わる伝説上の生き物。河童の一種。
一般的にいう河童と異なるのは、姿が毛むくじゃらで猿に似ている点である。金属を嫌う性質があり、海又は川に住み、泳いでいる人間を襲い、肛門から手を入れて生き胆を抜き取るとされている。女性に化けるという伝承もある。本来、猿猴とは、猿（テナガザル）と猴（マカク）の総称で、サルのことである。

## 各地の猿猴

### 土佐
『土佐近世妖怪資料』によると、3歳ほどの子供のようで、手足は長く爪があり、体はナマズのようにぬめっているという。文久3年（1863年）に土佐国（現・高知県）で生け捕りになったとされる猿猴は、顔は赤く、足は人に似ていたという。手は伸縮自在とされる。ある男が川辺に馬を繋いでいたところ、猿猴が馬の脚を引いて悪戯をするので、懲らしめようと猿猴の腕を捻り上げたが、捻っても捻ってもきりがなく、一晩中捻り続ける羽目になったという。
民俗学者・桂井和雄の著書『土佐の山村の妖物と怪異』によれば、土佐の猿猴は市松人形に化けて夜の漁の場に現れ、突くとにっこり笑うという。
人間の女を犯すこともあるという。猿猴が人に産ませた子供は頭に皿があり、産まれながらにして歯が1枚生えているといい、その子供は焼き殺されたという。

### その他
また河童に類する四国の妖怪にシバテンがいるが、このシバテンが旧暦6月6日の祇園の日になると川に入って猿猴になるといい、この日には好物のキュウリを川に流すという。
山口県萩市大島や阿武郡では河童に類するタキワロという妖怪がおり、これが山に3年、川に3年住んで猿猴になるという。
広島市南区を流れる猿猴川の名前の由来となっている。付近では伝承にちなみ「猿猴川河童まつり」が開催されている。